# Куарна-Сопра
Куарна-Сопра (італ. Quarna Sopra, п'єм. Quarnà Dzora) — муніципалітет в Італії, у регіоні П'ємонт,  провінція Вербано-Кузіо-Оссола.
Куарна-Сопра розташована на відстані близько 560 км на північний захід від Рима, 105 км на північний схід від Турина, 15 км на південний захід від Вербанії.
Населення — 263 особи (2014).

## Демографія
Населення за роками:

Станом на 1 січня 2023 року в муніципалітеті офіційно проживало 6 іноземців з 6 країн, серед них 3 громадяни країн Євросоюзу та 1 громадянин України.

## Сусідні муніципалітети
- Джерманьо
- Лорелья
- Оменья
- Куарна-Сотто
- Вальстрона